# Bella Donna (Film)
Bella Donna ist ein deutscher Spielfilm aus dem Jahre 1982 des Fernsehregisseurs und Kino-Debütanten Peter Keglevic mit Krystyna Janda und Brigitte Horney, die hier in ihrem letzten Kinofilm mitwirkte, in den Hauptrollen.

## Handlung
„Bella Donna“, das ist die junge, aufstrebende Sängerin blonde Lena, denen die Herzen der Männer spätestens dann zuhauf zufliegen, wenn sie sinnlich-lasziv den alten Zarah-Leander-Hit „Kann denn Liebe Sünde sein?“ intoniert. Einer von ihren Bewundern ist der arbeitslose und alles andere als draufgängerische Saxofonist Fritz, der diese schöne Frau solange umschwirrt, bis sie sich schließlich auf eine Liebesnacht einlässt. Er verfällt ihr mit Haut und Haaren und glaubt nun, in ihr seine einzige, wahre Liebe gefunden zu haben. Das sieht Lena erwartungsgemäß anders, denn sie will sich ihren Freiraum nicht nehmen lassen.
„Bella Donna“ hat klare Ziele, in denen Fritz jedenfalls nicht vorkommt, und sie liebt – auch beim Männerkonsum – die Abwechslung. Der junge Mann war für Lena lediglich ein kleines Abenteuer, einer von diversen (für sie unbedeutenden) One-Night-Stands. Einerseits wird Lena ihr Verehrer ein wenig lästig, andererseits fühlt sie sich auch geschmeichelt angesichts der unglaublichen Einfallsreichtums, den Fritz bei seiner Bella Donna an den Tag bringt und dafür sogar seine Ex-Freundin einspannt. Bald können Lena und Fritz zwar nicht miteinander, aber auch nicht ohne einander leben, und die Beziehung beginnt sich zu einer wahren Tortur auszuweiten.

## Produktionsnotizen
Bella Donna entstand im Sommer 1982 in Berlin und wurde am 17. März 1983 uraufgeführt.
Co-Produzent Klaus Keil übernahm die Produktionsleitung. Rainer Schaper schuf die Ausstattung, Katharina Schumacher die Kostüme. Ursula Borsche war Maskenbildnerin.

## Kritiken
Der Spiegel schreibt: „Sieht man von einigen wüsten Überdrehungen, schrillen Metaphern und dem morbiden Schick ab, den die Berliner Szene ausstrahlt, ist "Bella Donna" (das heißt "schöne Frau" und verweist zugleich auf die aus der Tollkirsche gewonnene Droge) ein sinnlicher Rausch im Tangorhythmus (Musik: Astor Piazzolla) geworden.“
„Der erste Kinofilm des Österreichers Peter Keglevic, der bislang durch Tatort-Krimis von der besseren Sorte auffiel, ist vollgepackt mit Liebesleid und -freud. Allzu dekorativ werden die großen Gesten und die heftigen Gefühle in schummrigen Bars, vor ätzenden Neonreklamen und in typisch spießigen Pensionen in Szene gesetzt. Die alte Dame – die hinreißend vitale Brigitte Horney, Lena – Polens Star Krystyna Janda, die hier endlich mehr Glanz verbreiten darf als bei Wajda, Fritz – als gutmütiger Flaps dargestellt von Friedrich-Karl Praetorius und selbst noch die kranke Flo, die gerade an Krebs stirbt, sie alle stürzen sich mit Begier in den Schlamassel.“
Im Lexikon des Internationalen Films heißt es: „Psychologisch vertieftes, von guten Darstellern getragenes Melodram, das streckenweise allzu dick aufträgt.“